# Catedral anglicana de San Juan Bautista
La Catedral Anglicana de San Juan Bautista es un templo anglicano de la ciudad de Buenos Aires, en Argentina. Es considerado el templo no católico romano más antiguo de Sudamérica y fue declarado monumento histórico nacional en el año 2000.
Desde el año 2007 su fondo documental se encuentra disponible para la consulta en la Biblioteca Max von Buch de la Universidad de San Andrés.

## Historia
En 1825, Argentina y el Reino Unido firman un tratado para garantizar la tolerancia religiosa a la población británica que vivía en el país. La comunidad anglicana comenzó a organizarse con residentes ingleses y el edificio fue construido entre mayo de 1830 y mayo de 1831 en un terreno donado por el entonces gobernador Juan Manuel de Rosas que pertenecía al antiguo cementerio de la Iglesia Nuestra Señora de la Merced. Con fondos aportados por el gobierno británico, se construyeron la Iglesia de San Juan Bautista y el Templo Presbitariano (hoy demolido), ambos obras del arquitecto escocés Richard Adams y que fueron los primeros ejemplos de arquitectura neoclásica en el país.
En lo que respecta a la evolución de esta iglesia se destacan dos tendencias: una etnicista, que se centra principalmente en la comunidad de Buenos Aires y otra misionera, representada por quienes ven a la evangelización como una necesidad y obligación moral.
A partir de 1910, la tendencia etnicista es fortalecida con la creación de la Diócesis Anglicana de Argentina, dejando de depender de la Diócesis de las Islas Malvinas, que respondía al sentido misional anglicano. Por tal motivo, la iglesia de San Juan Bautista es elevada a catedral.
El 29 de diciembre de 2000 fue declarada Monumento Histórico Nacional por medio del decreto n.º 1296/2000. En 2014, se realizaron trabajos de restauración para la puesta en valor de la fachada y se le proyectó iluminación arquitectónica para enfatizar los elementos característicos del edificio.

## Edificio
El edificio posee un estilo neoclásico moderno, destacándose su gran entrada. La fachada está dominada por un imponente pórtico de seis columnas de orden dórico elevado sobre una escalinata. Si bien sufrió modificaciones durante los años, la fachada se mantiene como en su origen. El interior tiene influencia de la época victoriana con ventanales con vitrales. Cuenta con un órgano y las paredes fueron adornadas con monumentos. Durante el siglo XIX, se incorporó un coro y los puestos canónigos y durante el siglo XX se instaló el trono del obispo.

## Galería

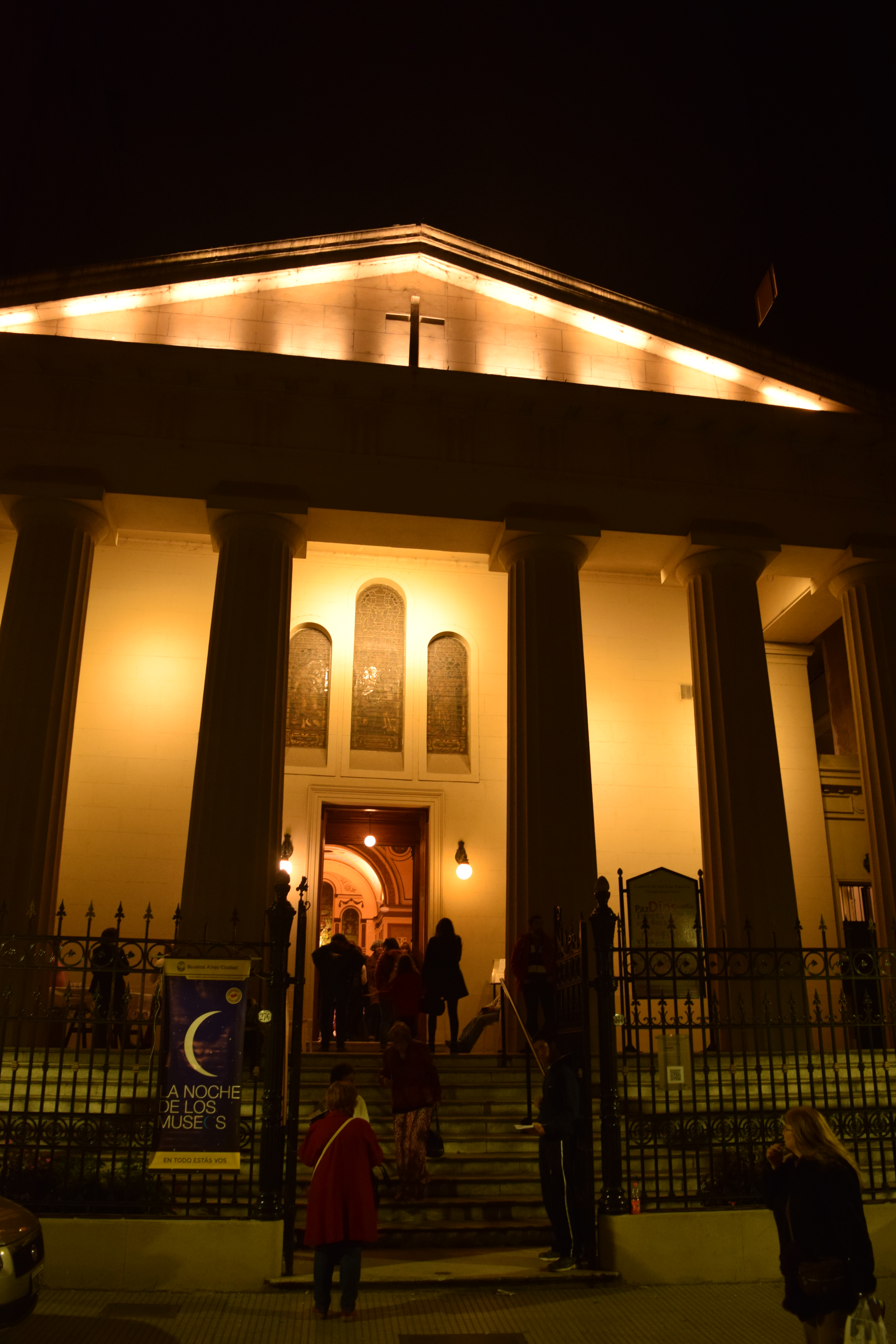
La Catedral Anglicana en la noche.
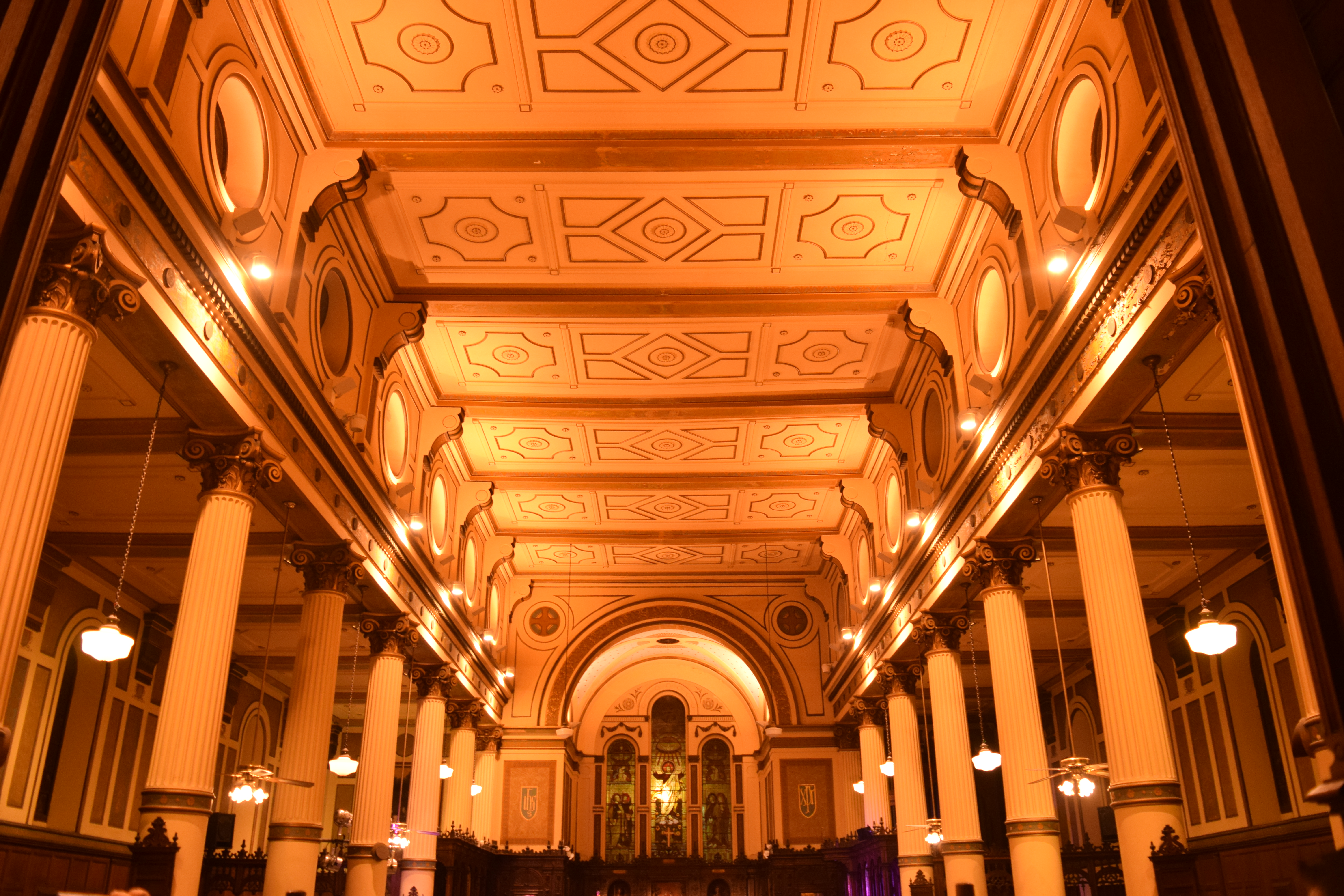
Interior de la Catedral
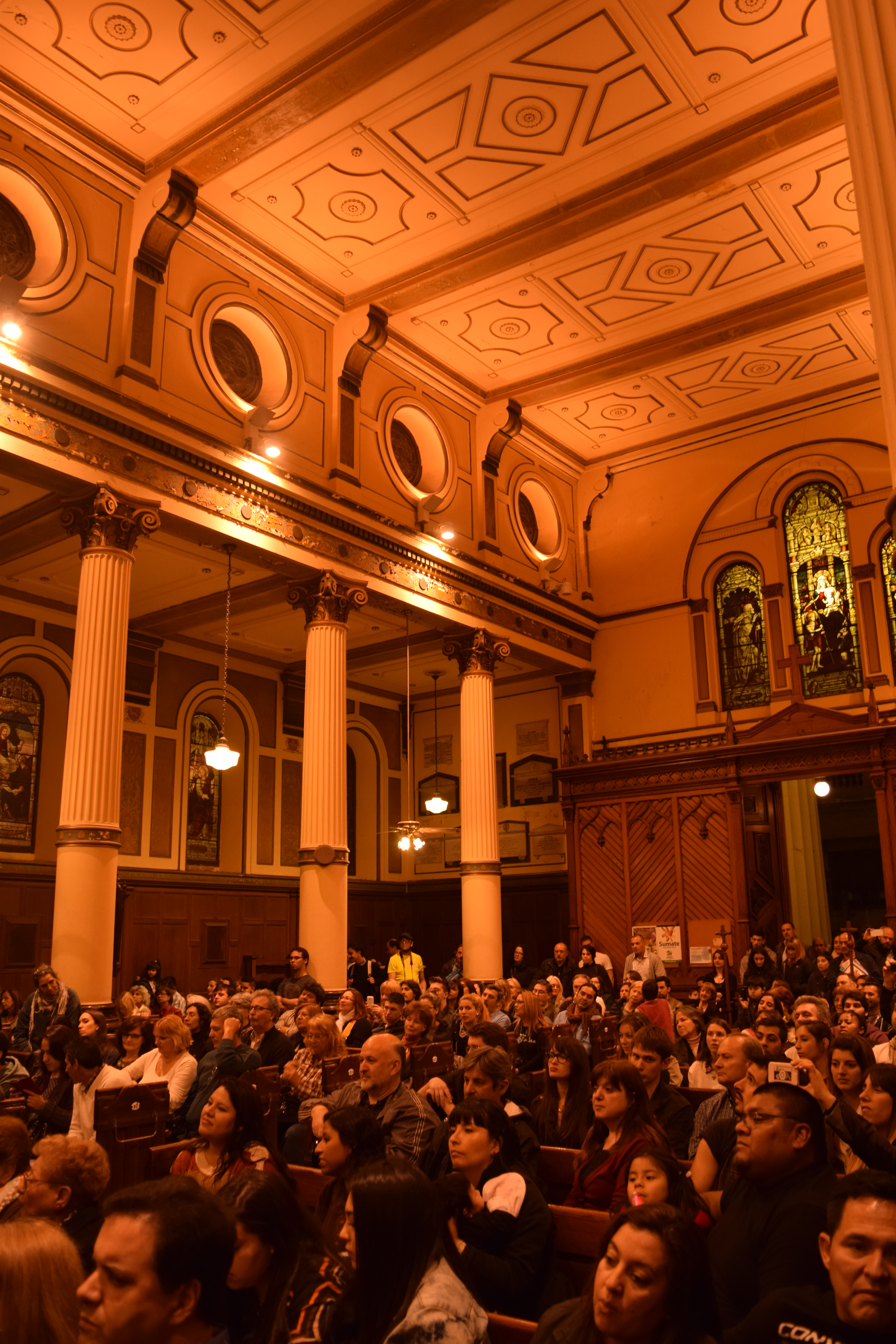
Interior de la Catedral